# Ido Abram

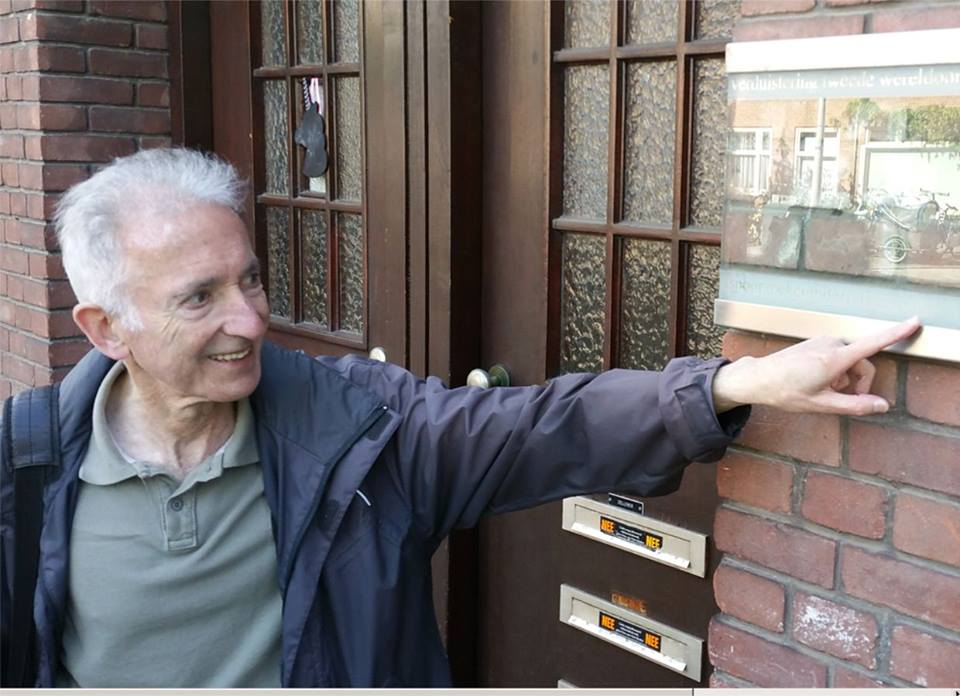
Ido Abram

Isidor Bert Hans (Ido) Abram (geboren 20. Februar 1940 in Batavia, Niederländisch-Indien (heute Indonesien); gestorben 14. Januar 2019 in Amsterdam) war ein niederländischer Erziehungswissenschaftler.

## Leben
Ido Abram wurde 1940 in Batavia (heute Jakarta) in Niederländisch-Indien geboren. Mit seiner Familie wurde er als Kind nach der japanischen Invasion Javas in japanischen Lagern interniert. Nach der Befreiung kehrte die Familie in die Niederlande zurück. Er studierte Mathematik und Philosophie an der Universität von Amsterdam. Er war Mathematiklehrer, Erziehungswissenschaftler und Bildungsberater. Von 1990 bis 1997 hatte er den ersten europäischen Lehrstuhl für „Holocaust Education“ an der Universiteit van Amsterdam inne. Seit 1996 war er Direktor der Stichting Leren. Auch fungierte er als Ideengeber des Jüdisches Museum in Amsterdam.
Abram war Autor, Mitautor und Herausgeber zahlreicher Publikationen und Aufsätze zur jüdischen Kultur und Identität, zur pädagogischen Auseinandersetzung mit der Geschichte der NS-Verbrechen („Erziehung nach Auschwitz“ und „Holocaust Education“) und zur interkulturellen Erziehung.

## Werke
- Joodse traditie als permanent leren. Dissertation Univ. Amsterdam 1980. Hilversum 1986, ISBN 90-242-4634-2.
- Joodse identiteit – over identiteit en imago als beeleden en over joodse identiteit als culturele identiteit. Kampen 1993, ISBN 90-242-6868-0.
- mit Matthias Heyl: Thema Holocaust – Ein Buch für die Schule. Rowohlt Taschenbuch Verlag, Reinbek 1996, ISBN 3-499-19733-2.
- mit Liane van der Linden: Handleiding Interculturele Museale Leerroutes. Nederlandse Museumsverenigung, ISBN 90-70225-21-2.